# عبد الحميد بنعلجية
عبد الحميد بنعلجية ملحن وأستاذ موسيقى تونسي ولد بتونس في 8 سبتمبر 1931 وتوفي بها في 19 سبتمبر 2006.
زاول تعليمه الثانوى بالمعهد الصادقي. ورث الموسيقي عن عائلة عريقة في هذا الفن فجده الطيب بنعلجية ووالده محمد كانا من شيوخ الفن البارزين في العاصمة وكانت لهما صلة وثيقة بشيخ الفن أحمد الوافي.
أخذ عبد الحميد بنعلجية الفن عن والده وتعلم المالوف على الشيخ علي بانواس وهو الذي أدخله المعهد الرشيدي سنة 1950 حيث تتلمذ على أساتذته وفي مقدمتهم محمد التريكي. التحق عبد الحميد بنعلجية بالمعهد الوطني للموسيقي بنهج زرقون وتحصل على ديبلوم الموسيقي عام 1955 وفي نفس المعهد درس الموسيقى الغربية وتخرج في هذا الفن سنة 1960.
وظهر نشاط عبد الحميد بنعلجية في مجالي الفرق الموسيقية والتدريس ثم في الإذاعة فشارك في فرقة على الرياحي كعازف ناي وفي فرقة الإذاعة وفي فرقة المعهد الرشيدي وأسس فرقة الأندلس عام 1967.
باشر التدريس بالمعهد الرشيدي ثم شارك في مسابقة للتدريس بالمعهد الوطني للموسيقي وتولى التدريس من عام 1957 إلى عام 1969 ثم انقطع عنه ليعود اليه سنة 1973 في السنة نفسها كلف بالإشراف وبإدارة تخت الرشيدية إلى سنة 1979 عندما عين رئيسا لمصلحة الموسيقي بالإذاعة والتلفزة.
قاد عبد الحميد بنعلجية فرقة الإذاعة الموسيقية منذ تأسيسها وتخلى عن قيادتها لفترات خلفه فيها عدد من الموسيقيين وأثناء تواجده على راس الفرقة قام بتسجيل جميع نوبات المالوف التونسي التي كان يشرف على تلقينها الشيخ خميس الترنان وكذلك الموشحات الشرقية باشراف المصري فهمي عوض.
كما اشرف على تسجيل التواشيح الدينية والاغاني الصوفية والسلامية وقد عرف بسعة اطلاعه وتعلقه بالموسيقي التقليدية من مالوف واغان شعبية في هذا الإطار انجز بالتعاون مع المنوبي السنوسي -اقرب الناس للبارون درلانجي - ما يزيد عن 150 حلقة اذاعية تعني بالموسيقي التونسية درسا وتحليلا وهي تعتبر وثائق تاريخية هامة جدا. كما ساهم في المعهد الرشيدي في نفض الغبار على عديد الاغاني من التراث التونسي.
وفي مجال التلحين قام بتلحين عديد الشارات الموسيقي لمسلسلات تاريخية إذاعية أمثال مسلسل رحمانة ومسلسل المتحدى ومسلسل باب الفلة وثلاثية ديك الجن التلفزية إضافة إلى تلحينه عدة أناشيد وطنية ودينية نذكر منها قصيد الحجيج علاوة على حوالي 20 استخبارا على آلة الناي مسجلة بالإذاعة. إلى جانب ذلك كان وراء إنجاز أعمال كبار المطربات والمطربين والملحنين من ترقيم موسيقي للأغاني إلى قيادة الفرقة الموسيقية إلى التسجيل. 
يعتبر عبد الحميد بنعلجية أبرز وأشهر مايسترو عرفته تونس بالإذاعة والتلفزة والرشيدية وغيرها. 
عبد الحميد بنعلجية هو أحد مؤسسي مهرجان الأغنية التونسية كما أنه كان من مؤسسي اتحاد الموسيقيين التونسيين وتولى رئاسته وهو عضو عامل بمؤسسة حقوق المؤلفين التونسية وكانت له عدة برامج إذاعية وتلفزية نذكر منها جديد قسم الموسيقي ومواهب.
أحرز عبد الحميد بنعلجية على عديد الأوسمة والجوائز الوطنية.